# سامسونگ سری تی-Behold II
سامسونگ سری تی-Behold II یک‌نمونه از گوشی‌های تلفن همراه سری T شرکت سامسونگ می باشد که توسط همین شرکت به بازار عرضه شده‌است.